# Неведомый Колодезь
Неведомый Колодезь — село в Яковлевском районе Белгородской области России.
Входит в Мощенское сельское поселение.

## География
Село расположено юго-западнее села Локня, восточнее него находится Солодовников лес.
Через Неведомый Колодезь проходит просёлочная дорога; имеется одна улица: Мира.

## Население
| 2002 | 2010 |
| ---- | ---- |
| 25   | ↘19  |